# Giuseppe Edoardo Sansone
Giuseppe Edoardo Sansone  (* 1925 in Ascoli Piceno; † 24. Juli 2003 in Rom) war ein italienischer Dichter, Romanist, Französist, Provenzalist, Hispanist und Katalanist.

## Leben und Werk
Giuseppe E. Sansone wuchs als Sohn des Italianisten Mario Sansone in Neapel auf. Er studierte u. a. bei Salvatore Battaglia und Mario Casella in Neapel, Genua (wo er 1948 promovierte), Florenz und Rom, wo er ab 1950 Assistent war. Sansone lehrte an den Universitäten Bari, Pescara, Neapel und an der Universität Rom III.

Sansone begründete 1958 die Reihe Biblioteca di Filologia Romanza (45 Bände) und 1997 die Zeitschrift  La Parola del Testo. Rivista internazionale di letteratura italiana e comparata. Er war Präsident der Associazione Italiana di Studi Catalani (ab 1978) und der Società italiana di Filologia Romanza.

Sansone erhielt 1963 den Premi Enric de Larratea. Er war Mitglied der Real Academia de les Bones Lletres di Barcellona und Ehrendoktor der Universität Barcelona (1991). Ihm wurde der Creu-de-Sant-Jordi-Preis verliehen  (1998). Er war Ehrenbürger der Gemeinde Capri.

## Werke

### Werkausgabe
- Scritti di Giuseppe E. Sansone, 3 Bde., Alessandria  2005
  - [1] Francia e Provenza, hrsg. von Giulio Cura Curà (Vorwort von Cesare Segre)
  - [2] Barberiniana e altra italianistica, hrsg. von Matteo Milani (Vorwort von Anna Cornagliotti)
  - [3] Spagna e dintorni, hrsg. von  Carmelo Zilli

### Monographien/Sammelschriften
- Gli insegnamenti di cortesia in lingua d'oc e d'oïl, Bari 1953
- Studi di filologia catalana, Bari 1963
- Saggi iberici, Bari 1974
- La Nozione di cortesia nei testi didattici di lingua d'Oc, Rom 1975
- Le trame della poesia. Per una teoria funzionale del verso, Florenz 1988
- Luoghi del tradurre, Mailand 1991
- Scritti catalani di filologia e letteratura,  Bari 1994
- (mit Mauro Cursietti e Andrea Giannetti) La filologia romanza in Italia. Bibliografia 1945–1995,  Roma  1998
- Verso e testo tra poetica ed ecdotica, Neapel 2003

### Herausgebertätigkeit
- Francesc Eiximenis, Cercapou, 2 Bde., Barcelona 1957–1958, 1988
- Francesco da Barberino, Reggimento e costumi di donna, Turin 1957, Rom 1995
- Juan Cortés de Tolosa, Lazarillo de Manzanares. Con otras cinco novelas, Barcelona 1960, Madrid 1974
- Il "Livre des bestes" di Ramon Llull. Traduzione francese anonima del 15. Secolo, Rom 1964
- Albertano da Brescia, Llibre de consolació i de consell, Barcelona 1965
- Mario Casella, Saggi di letteratura provenzale e catalana, Bari 1966
- Il carriaggio di Nîmes. Canzone di gesta del XII secolo, Bari  1969
- Testi didattico-cortesi di Provenza, Bari 1977, 1986
- Silvio Pellegrini, Varietà romanze, Bari 1977
- Carles Riba, Elegie di Bierville, Turin 1977
- Poesia catalana del novecento, Rom 1979
- La poesia dell'antica Provenza. Testi e storia dei trovatori, 2 Bde., Parma 1984–1986
- Garcilaso de la Vega, Sonetti, Parma 1988
- I Trovatori licenziosi, Mailand 1992
- Poesia d'amore nella Spagna medievale, Mailand 1996
- De Maragall als nostres dies, 2 Bde., Barcelona 1997 (Antologia de Poetes Catalans. Un mil•lenni de literatura, hrsg. von Martí de Riquer,  3 und 4)
- Carlo del Nero, La dama sanza merzede. Volgarizzamento del 15. secolo da Alain Chartier, Rom 1997
- Raffaele Capozzoli, Don Chisciotte della Mancia ridotto in versi napoletani, Neapel 1998
- Alain Chartier, La bella dama senza pietà, Florenz 1998
- Poesia catalana del Medioevo. Antologia, Novara 2001
- Diorama lusitano. Poesie d'amore e di scherno dei trovatori galego-portoghesi, Mailand 1990,  2001
- (mit Giulio Cura Curà) Giovanni Villani, Rom 2002
- Carles Duarte, Ponente sull'orlo. Poesie scelte, Novara 2002
- (mit Mauro Cursietti) Cronisti medievali, Rom 2003

### Dichtung
- Immutate stagioni, Mailand 1946
- Parabolare, Rom 1978
- Uomo in mare (1978–1982), Manduria 1983
- Discanto, Casier 1991
- Fiore di pietra, Mailand 1996
- Nel breve incontro, Rom 1998
- L'inquieta relazione, Verona 2000
- I segni infranti, Novara 2001